# 小行星9478
小行星9478（9478 Caldeyro）是一颗绕太阳运转的小行星，为主小行星带小行星。该小行星于1960年9月24日发现。

## 轨道参数
小行星9478的轨道半长轴为3.0895471 UA，离心率为0.143。